# Teslagrad
Teslagrad is een computerspel ontwikkeld en uitgegeven door Rain Games voor diverse spelcomputers. Het platformspel verscheen wereldwijd voor het eerst op 13 december 2013.

## Plot
In het koninkrijk Elektropia heerst een koning met ijzeren vuist. Hij probeert alle technologie uit te bannen die zich in een enorme toren midden in de stad bevindt. Op een dag wordt een weesjongen achtervolgt door wachters van de koning. Hij vlucht in de verlaten toren en komt achter de geschiedenis van het conflict.

## Gameplay
In het spel moet de speler werken met elementen zoals (elektro)magnetisme om zo diverse puzzels op te lossen. Het spel bevat steampunkinvloeden in een non-linair spelverloop, dat wil zeggen dat de speler de puzzels niet in een vaste volgorde hoeft te voltooien.
Tijdens het spel kan de speler steeds meer nieuwe elementen en voorwerpen vrijspelen.

## Platforms
| Jaar | Platform                            |
| ---- | ----------------------------------- |
| 2013 | Linux, OS X, Windows                |
| 2014 | PlayStation 3, PlayStation 4, Wii U |
| 2015 | PlayStation Vita                    |
| 2016 | Xbox One                            |
| 2017 | Nintendo Switch                     |
| 2018 | Android, iOS                        |

## Ontvangst
| Recensiescore         | Recensiescore                                                |
| Recensieverzamelaar   | Score                                                        |
| --------------------- | ------------------------------------------------------------ |
| Metacritic            | 77% (PC) 79% (WIIU) 78% (PS4) 74% (VITA) 76% (XONE) 81% (NS) |
| Publicist             | Score                                                        |
| Nintendo Life         | 9                                                            |
| Nintendo World Report | 8                                                            |

Teslagrad ontving positieve recensies. Men prees het grafische gedeelte met handgetekende achtergronden en figuren, de puzzels en muziek. Enige kritiek was er op de hoge moeilijkheidsgraad voor beginners.